# Хенч, Филип
Фи́лип Шо́уолтер Хенч (англ. Philip Showalter Hench; 28 февраля 1896, Питтсбург, Пенсильвания, США — 30 марта 1965, Очо Риос, Ямайка) — американский врач. 
Лауреат Нобелевской премии по физиологии и медицине в 1950 году (совместно с Эдуардом Кендаллом и Тадеушем Рейхштейном) «за открытия, касающиеся гормонов коры надпочечников, их структуры и биологических эффектов». Успешно применил гормон коры надпочечников (позднее названный кортизоном), полученный Эдуардом Кендаллом независимо от Тадеуша Рейхштейна, в лечении ревматоидного артрита в клинике Майо в Рочестере (Миннесота, США).